# ヴァンピール 吸血鬼伝説
『ヴァンピール 吸血鬼伝説』（ヴァンピール きゅうけつきでんせつ）は1999年3月4日にアートディンクから発売されたPlayStation用ゲームソフト。2007年1月25日にはゲームアーカイブスで配信された。

## 概要
プレイヤーは吸血鬼クリストファとなってノスフェラトゥと呼ばれるしもべを増やし、力を蓄えてゆく。最終目的は宿敵デュランの撃破。
舞台は小村メドヴェキア、港町カルシュタット、大都市ロンドンと移り変わってゆく。
バンパイアならではの耽美な世界観を重視しているが、目的は恋愛ではなく勢力の増大と敵の打倒という異色のリアルタイム戦略シミュレーションゲーム。一日は朝から夕が人々と会話し親密になる昼パート、夜が吸血を行いしもべを増やす夜パートに分れている。町は広大な上に人々が多く、会話に趣があり、しもべを増やすよりもむしろそちらがメインである。 親密度が増すと吸血の際にイベントが挿入される。
システム的な目標は、ノスフェラトゥを増やすことによって得られる「限界体力値」をステージごとの目標値まで高めることである。ただし、デュランもまた吸血を行いダンピールと呼ぶしもべを増やすため、夜パートは彼我のしもべが入り乱れて戦う戦場と化す。また第三勢力として、クリストファとデュラン双方に敵対して妨害するヴァンパイア･ハンターも活動する。
ステージが進むにつれてマップが広大になり、そこで活動する人々も増えていくが、昼夜の時間制限、それにともなうクリストファの行動制限は変わらないため、難易度が上がっていく。
なお裏技を使えば、デュランでのプレイも可能である。

## キャラクター
クリストファ
本作の主人公。塔に封印されていた吸血鬼デュランを倒すために人間界に降りてきた。
容姿端麗で人間から血を吸う事をためらう優しい性格をしている。
しもべをノスフェラトゥと呼ぶ。
デュラン
およそ100年の間塔に封印されていた悪魔のような吸血鬼。
容姿は中年から初老。残虐な性格で人間を下僕としかみていない。
しもべをダンピールと呼ぶ。
ロウィーナ
デュランの妻だった人物。
デュランが100年前に愛した人間の女性。
当時の領主デュランが遠征に行って留守の間に屋敷から大量の動物の死骸が見つかり、奇病や奇形児も多かったため、人々は彼女を魔女と断定し処刑した。
バラが好きだったのでバンパイアにはならずずっと人間のまま暮らしていた。デュランが帰還したおりにその遺体を発見し血を分け与えたが一瞬だけ意識を取り戻したのちに絶命。
ジャック・ザ・リパー
切り裂きジャックの異名をとるロンドンの通り魔。
ロンドンである条件を満たすと見つけられる最高の能力を持ったノスフェラトゥ（ダンピール）。
ヴァン・ヘルシング
ヘルシング教授と呼ばれるヴァンパイア・ハンター。カルシュタットから登場する。

## 用語
吸血
人間に噛み付いてしもべにする行為。これによって臨界体力値を増やす。
臨界体力値
ステージをクリアするために設けられたゲージ。上まで達するとステージクリアとなる。
直系ノスフェラトゥ（ダンピール）
バンパイアに血を吸われた人間。夜間は仲間を増やすことができる。
従属ノスフェラトゥ（ダンピール）
直系ノスフェラトゥに血を吸われた人間。夜間は仲間を増やすことができる。
生産型
女性のノスフェラトゥ（ダンピール）をこう呼ぶ。臨界体力値を預けると一晩で倍になるが、戦闘能力は低い。
戦闘型
男性のノスフェラトゥ（ダンピール）をこう呼ぶ。戦闘で敵を倒すと敵の持っている臨界体力値を奪えるが、倒せなければ増えない。生産面から見ると不利だが戦闘を考えると必要不可欠な戦闘型をどの程度増やすか（つまり生産型をどの程度減らすか）も、重要なポイント。
浄化
ヴァンパイア・ハンターによって人間に戻されたノスフェラトゥ（ダンピール）。持っていた臨界体力値はなくなる。
ヴァンパイア・ハンター
祝剣や聖水などで攻撃してくる第三の敵。人間を浄化し家に柊を設置する厄介な存在。直接戦闘では異常な強さを誇る。